# Purpurkronad fruktduva
Purpurkronad fruktduva (Ptilinopus superbus) är en fågel i familjen duvor inom ordningen duvfåglar.

## Utbredning och systematik
Purpurkronad fruktduva delas in i två distinkta underarter:
- Ptilinopus superbus temminckii – förekommer i Sulawesi och Sulaöarna
- Ptilinopus superbus superbus – förekommer från Moluckerna till Bismarckarkipelagen, Salomonöarna och nordöstra Australien

Birdlife International och IUCN urskiljer underarten temminckii som en egen art, Ptilinopus temminckii.

## Status
IUCN bedömer hotstatus för underarterna (eller arterna) var för sig, båda som livskraftiga.

## Bilder

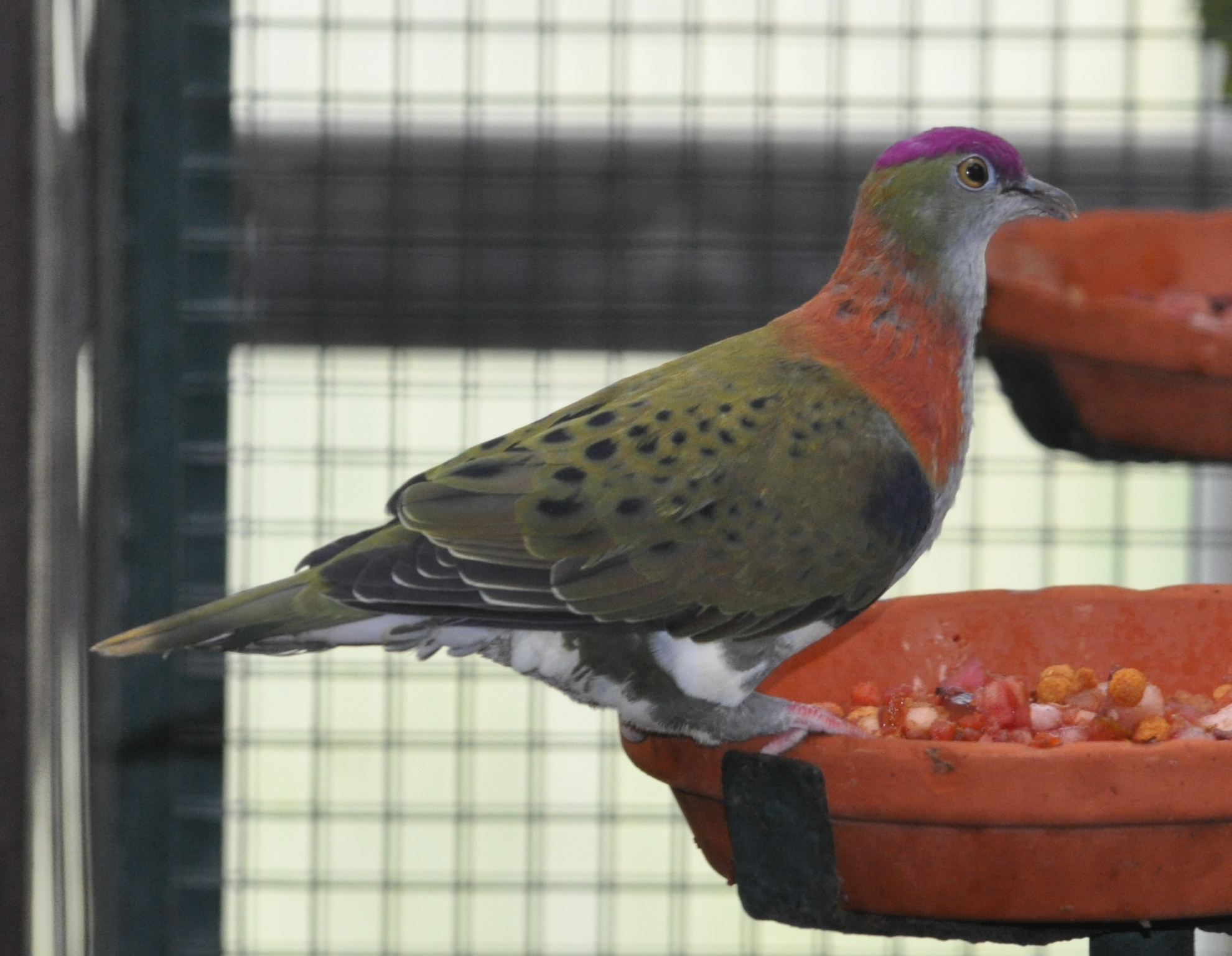
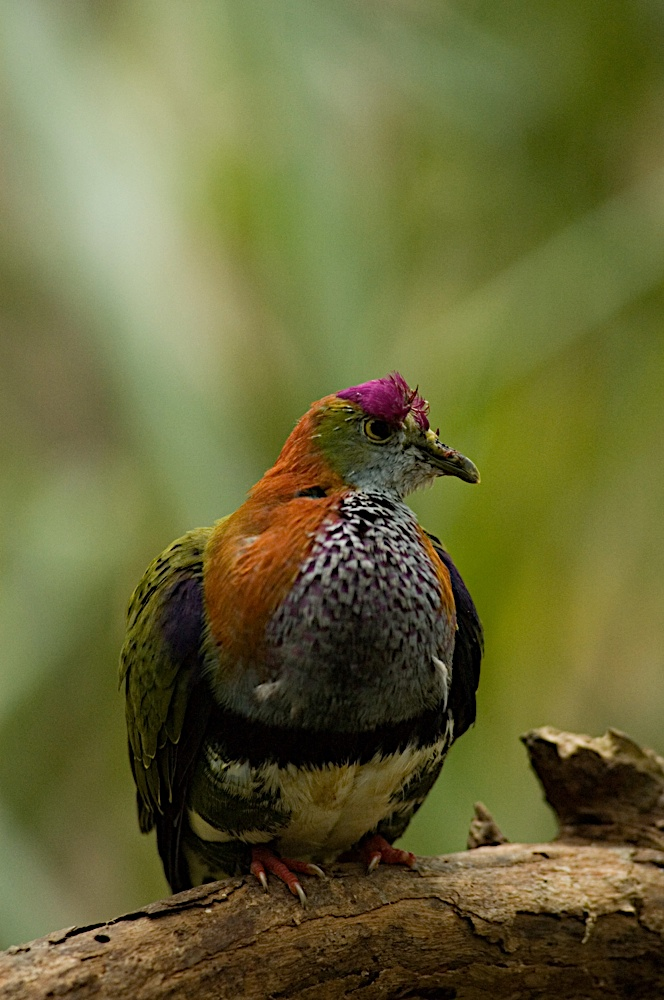